# بيروم أون-براسرت
بيروم أون-براسرت، (بالتايلاندية: ภิรมย์ อั๋นประเสริฐ) من مواليد 16 نوفمبر 1953 في بانكوك في تايلاند، حكم كرة قدم تايلاندي معتزل.
و قد أدار مباراتين في كأس العالم لكرة القدم 1998، وقد حكم في كأس آسيا 1996.

## روابط خارجية
- بيروم أون-براسرت على موقع Soccerway.com (الإنجليزية)
- بيروم أون-براسرت على موقع أوليمبيديا (الإنجليزية)